# Grocka
Grocka (en serbe cyrillique : Гроцка ; en allemand Krotska) est une ville et une municipalité de Serbie. Grocka constitue l’une des 7 municipalités périurbaines de la ville de Belgrade. Au recensement de 2011, la ville comptait 8 441 habitants et la municipalité dont elle est le centre 83 907.
Grocka est située sur la rive droite du Danube.

## Géographie
La municipalité de Grocka est située à l’est de Belgrade, principalement au nord de la région de Šumadija (Choumadie), dans la vallée de la Ralja, un affluent de la Jezava, rivière qui elle-même constitue un bras de la Velika Morava. Le nord de la municipalité, quant à lui, fait partie de la région de Podunavlje, dans la vallée du Danube. Les autres rivières qui coulent dans la municipalité sont la Bolečica et la  Gročica. Si l'ouest de la municipalité gravite autour de la ville de Belgrade, l'est est plutôt tourné vers la ville de Smederevo.

## Histoire

### Préhistoire et Antiquité

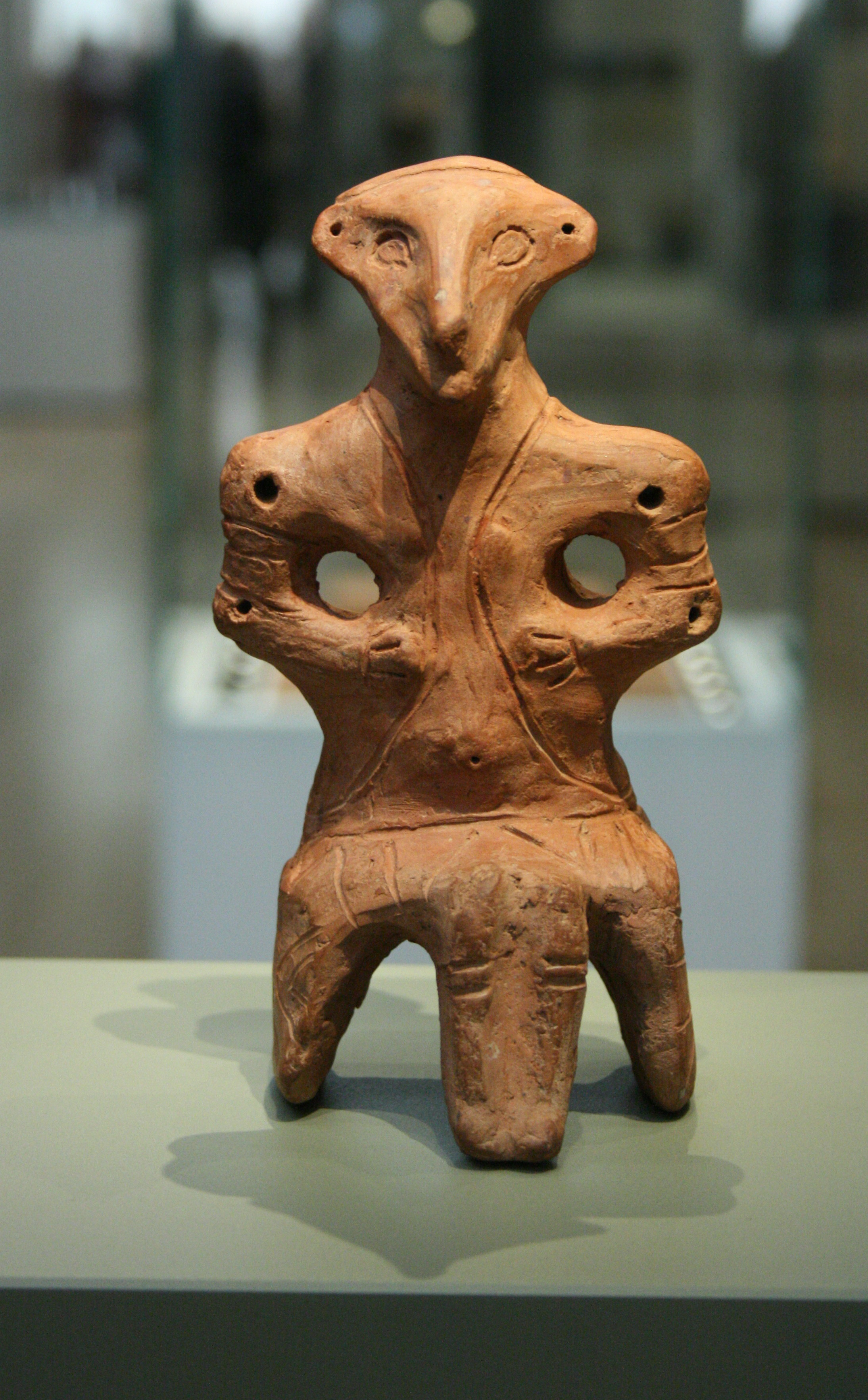
Figurine en argile trouvée sur le site de Vinča-Belo brdo, British Museum

La région de Grocka est habitée depuis la Préhistoire. En 1908, au hameau de Belo Brdo, à proximité de Vinča, une équipe d’archéologues dirigée par Miloje Vasić a mis au jour d’importants vestiges datant de la période néolithique ; compte tenu de l’importance de ces découvertes, on a donné le nom de « Vinča » à la culture qui s’est développée le long du Danube entre 6 000 et 3 000 av. J.-C, ; Vinča-Belo brdo est aujourd'hui inscrit sur la liste des sites archéologiques d'importance exceptionnelle de la république de Serbie. D'autres sites remontant au Néolithique se trouvent dans la région de Grocka, comme celui d'Agino brdo, lui aussi classé.
À l'époque romaine, le secteur de l'actuelle Grocka était situé sur le limes, un ensemble défensif qui protégeait les frontières de l'Empire, dans la province de Mésie supérieure. Les vestiges de plusieurs tours de guet ainsi que ceux de plusieurs fortins ont été retrouvés le long des rives du Danube. Plusieurs sites archéologiques classés datent de cette époque, comme celui de Dubočaj, situé dans les faubourgs de la ville ; ce site a été identifié comme étant la Mutatio ad Sextum Militare romaine, un relais aujourd'hui situé sur la route qui mène de Belgrade à Smederevo ; une tombe romaine, retrouvée sur le site, probablement celle d'un vétéran, fait l'objet d'un classement particulier de la part de la ville de Belgrade. À Brestovik se trouvent les sites de Beli breg et de Goli breg, qui remontent au IIIe siècle, ; une tombe remontant à l'Antiquité tardive y a été retrouvée et a été inscrite sur la liste des monuments culturels de grande importance,.

### Du Moyen Âge à aujourd'hui
L'actuelle ville de Grocka est mentionnée pour la première fois en 878 sous le nom de Gardec. Hajdar Čelebija, dans son journal, précise que la localité fut prise par Soliman le Magnifique aux Hongrois en 1521 ; Grocka fut alors connue sous le nom de Hisarlik. Selon le recensement de 1560, la localité, constituée de deux parties, comptait 11 foyers musulmans et 28 foyers chrétiens ; la forteresse, quant à elle, abritait près de 70 soldats. Le voyageur ottoman du XVIIe siècle Evliya Çelebi décrit Grocka comme une forteresse abritant un dépôt de munitions, des entrepôts de céréales, une mosquée et deux petites auberges.
Le 22 juillet 1739, une importante bataille de la guerre austro-turque de 1737-1739 eut lieu près de Grocka ; les Turcs, victorieux des Autrichiens, purent alors s'emparer de Belgrade.
En 1955, la ville de Grocka a été rattachée au district de Belgrade, connu également sous le nom de ville de Belgrade. En 1957, après la dissolution de la municipalité de Mali Mokri Lug, les secteurs est de cette municipalité furent rattachés à Grocka (villages of Kaluđerica, Leštane et Vinča). Au début des années 1960, les municipalités d'Umčari et de Vrčin furent dissoutes et intégrées dans la municipalité de Grocka.

## Localités de la municipalité de Grocka

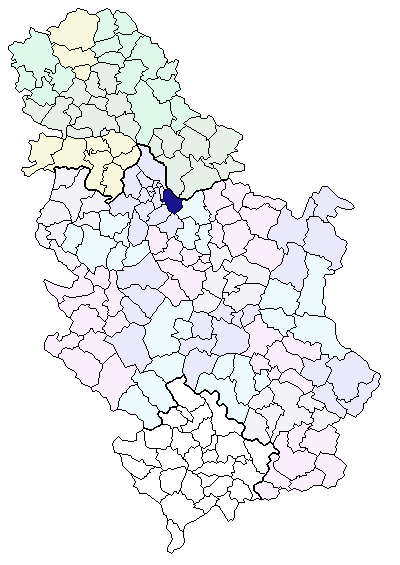
Localisation de la municipalité de Grocka en Serbie
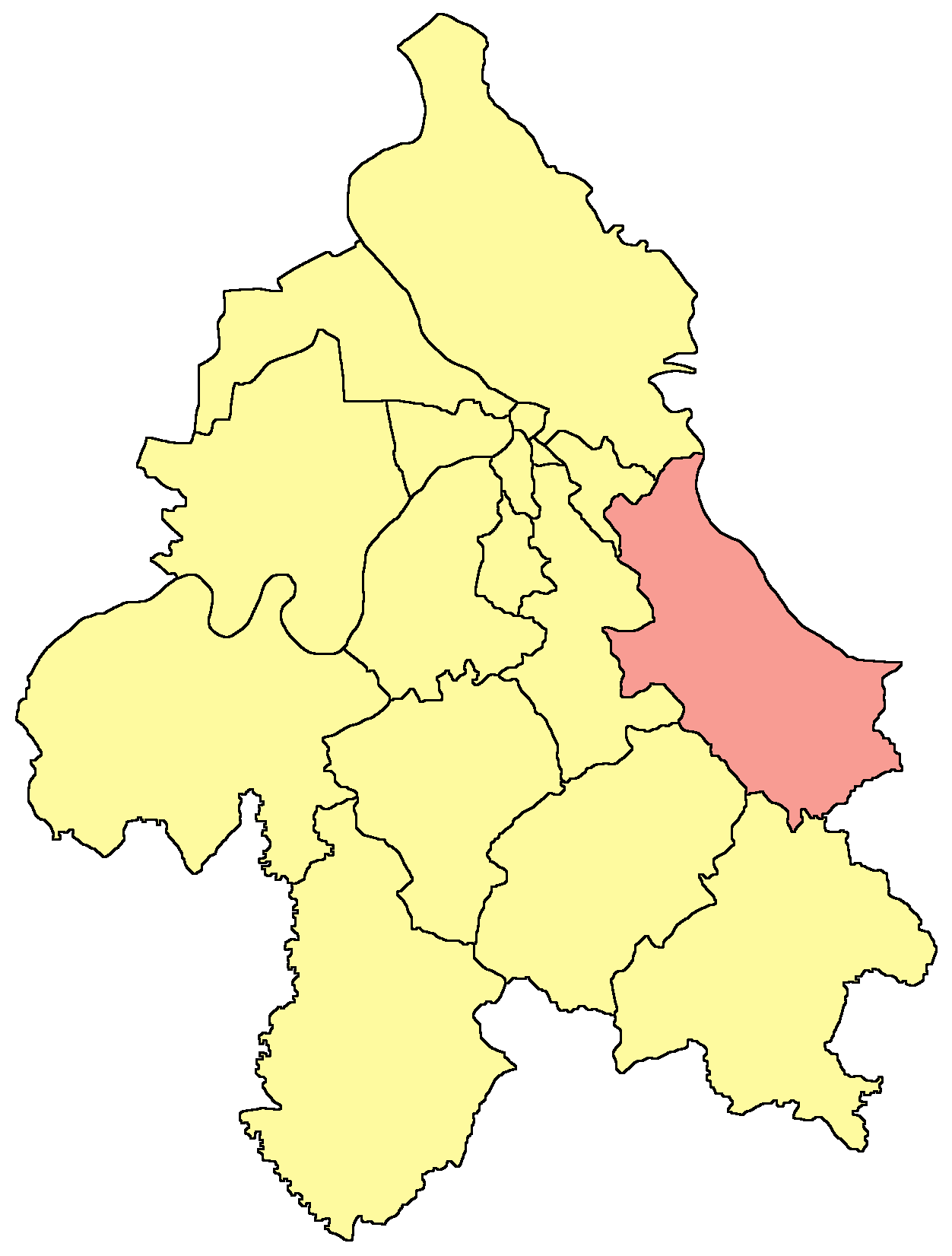
Localisation de la municipalité de Grocka dans la ville de Belgrade

La municipalité de Grocka compte 15 localités :
| - Begaljica - Boleč - Brestovik - Vinča - Vrčin - Grocka - Dražanj - Živkovac | - Zaklopača - Kaluđerica - Kamendol - Leštane - Pudarci - Ritopek - Umčari |

Grocka est officiellement classée parmi les « localités urbaines » (en serbe : градско насеље et gradsko naselje) ; toutes les autres localités sont considérées comme des « villages » (село/selo).

## Démographie

### Villeintra muros

#### Évolution historique de la population dans la ville
| 1948  | 1953  | 1961  | 1971  | 1981  | 1991  | 2002  | 2011  |
| ----- | ----- | ----- | ----- | ----- | ----- | ----- | ----- |
| 2 927 | 3 200 | 3 726 | 4 956 | 6 394 | 7 642 | 8 338 | 8 441 |

|  |

#### Données de 2002
Pyramide des âges (2002)
En 2002, l'âge moyen de la population de la ville était de 37,7 ans pour les hommes et 40 ans pour les femmes.
Répartition de la population dans la ville (2002)
En 2002, les Serbes représentaient 95,93 % de la population de la ville et les Monténégrins 1,29 %.

#### Données de 2011
Pyramide des âges (2011)
En 2011, l'âge moyen de la population dans la ville était de 41,9 ans, 40,5 ans pour les hommes et 43,3 ans pour les femmes.
Répartition de la population par nationalités dans la ville (2011)
En 2011, les Serbes représentaient 95,91 % de la population.

### Municipalité

#### Évolution historique de la population dans la municipalité
| 1961   | 1971   | 1981   | 1991   | 2002   | 2011   |
| ------ | ------ | ------ | ------ | ------ | ------ |
| 32 836 | 35 275 | 54 599 | 65 735 | 75 466 | 83 907 |

#### Données de 2002
Pyramide des âges (2002)
Répartition de la population par nationalités dans la municipalité (2002)
En 2002, les Serbes représentaient 94,73 % de la population de la municipalité.

#### Données de 2011
Pyramide des âges (2011)
En 2011, l'âge moyen de la population dans la municipalité était de 40,1 ans, 39,3 ans pour les hommes et 41 ans pour les femmes.
Répartition de la population par nationalités (2011)
Selon le recensement de 2011, la structure globale de la municipalité « par nationalité » est restée relativement stable, avec une légère diminution de la proportion de Serbes (94,12 %) ; les Roms représentaient 1,01 % de la population, en augmentation par rapport à 2002 (0,57 %) ; la catégorie de recensement des Yougoslaves, qui se réfère à la république fédérative socialiste de Yougoslavie sans marque de nationalité, est en légère régression (0,11 % en 2011 contre 0,38 % en 2002),.

## Religion (2011)

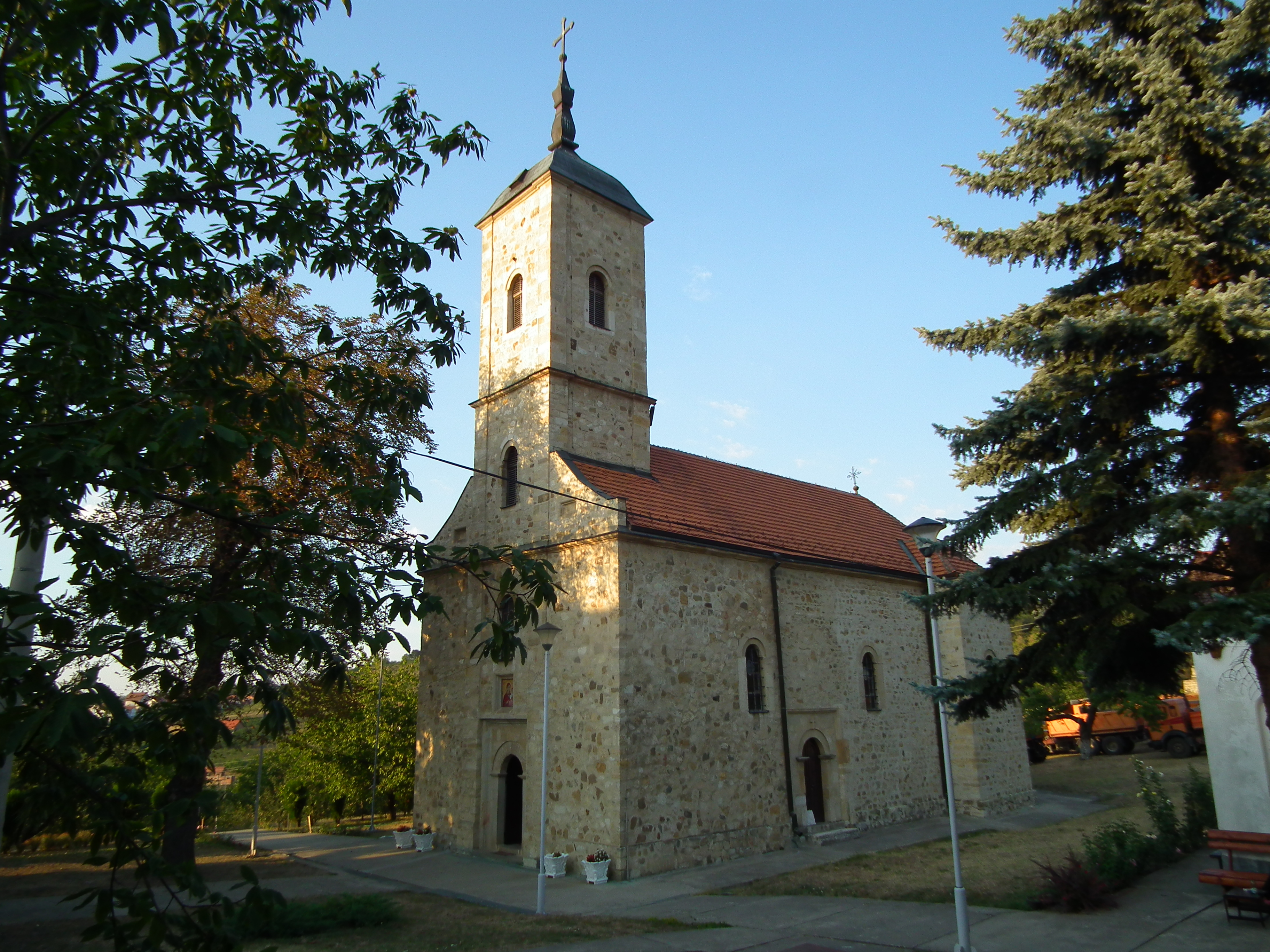
Le monastère de Rajinovac à Begaljica

Sur le plan religieux, la municipalité de Grocka est peuplée à plus de 95 % par des Serbes orthodoxes. Elle relève de l'archevêché de Belgrade-Karlovci (en serbe cyrillique : Архиепископија београдско-карловачка), qui a son siège à Belgrade.

## Politique

### Élections locales de 2004
À la suite des élections locales serbes de 2004, les 35 sièges de l'Assemblée municipale se répartissaient de la manière suivante :
| Parti                                              | Sièges |
| -------------------------------------------------- | ------ |
| Parti radical serbe                                | 8      |
| Liste « Naš čovek » (« Notre homme »)              | 6      |
| Parti démocratique                                 | 5      |
| Parti socialiste de Serbie                         | 4      |
| Liste « Snaga građana » » (« Force des citoyens ») | 3      |
| Parti démocratique de Serbie                       | 2      |
| Mouvement serbe du renouveau                       | 2      |
| Nouvelle Serbie                                    | 2      |
| Mouvement Force de la Serbie                       | 2      |
| Parti social-démocrate                             | 1      |

Blažo Stojanović, qui présentait la liste « Naš čovek » (« Notre homme »), a été élu président (maire) de la municipalité de Grocka.

### Élections locales de 2008
À la suite des élections locales serbes de 2008, les 35 sièges de l'assemblée municipale de Grocka se répartissaient de la manière suivante :
| Parti                                              | Sièges |
| -------------------------------------------------- | ------ |
| Parti radical serbe                                | 13     |
| Grocka Pour une Serbie européenne                  | 9      |
| Liste « Naš čovek » (« Notre homme »)              | 4      |
| Liste « Snaga građana » » (« Force des citoyens ») | 4      |
| Parti démocratique de Serbie                       | 3      |
| Coalition des partis de Serbie                     | 2      |

Zoran Jovanović, membre du Parti démocratique de Serbie (DSS) de l'ancien premier ministre Vojislav Koštunica, a été élu président de la municipalité.

## Architecture

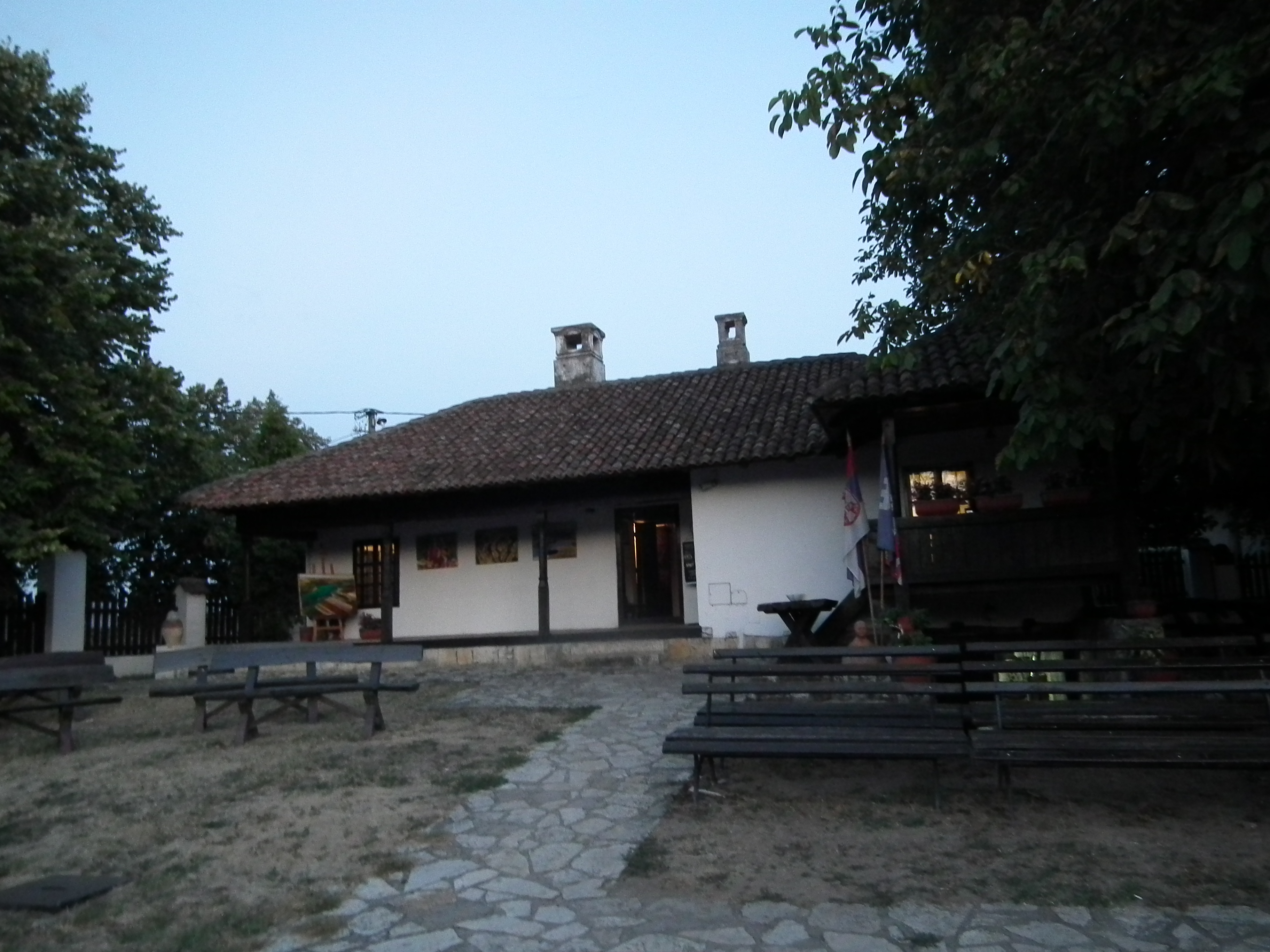
La maison Rančić

Grocka abrite plusieurs monuments culturels classés. La čaršija, qui remonte au XIXe siècle, s'étend le long de la rue principale de la ville ; elle est constituée d'un certain nombre de maisons anciennes qui, à l'origine, étaient dotées de fonctions commerciales et résidentielles ; l'ensemble constitue un conservatoire architectural des constructions traditionnelles de cette époque et est inscrit sur la liste des entités spatiales historico-culturelles de grande importance de la république de Serbie, et sur la liste des biens culturels de la ville de Belgrade.

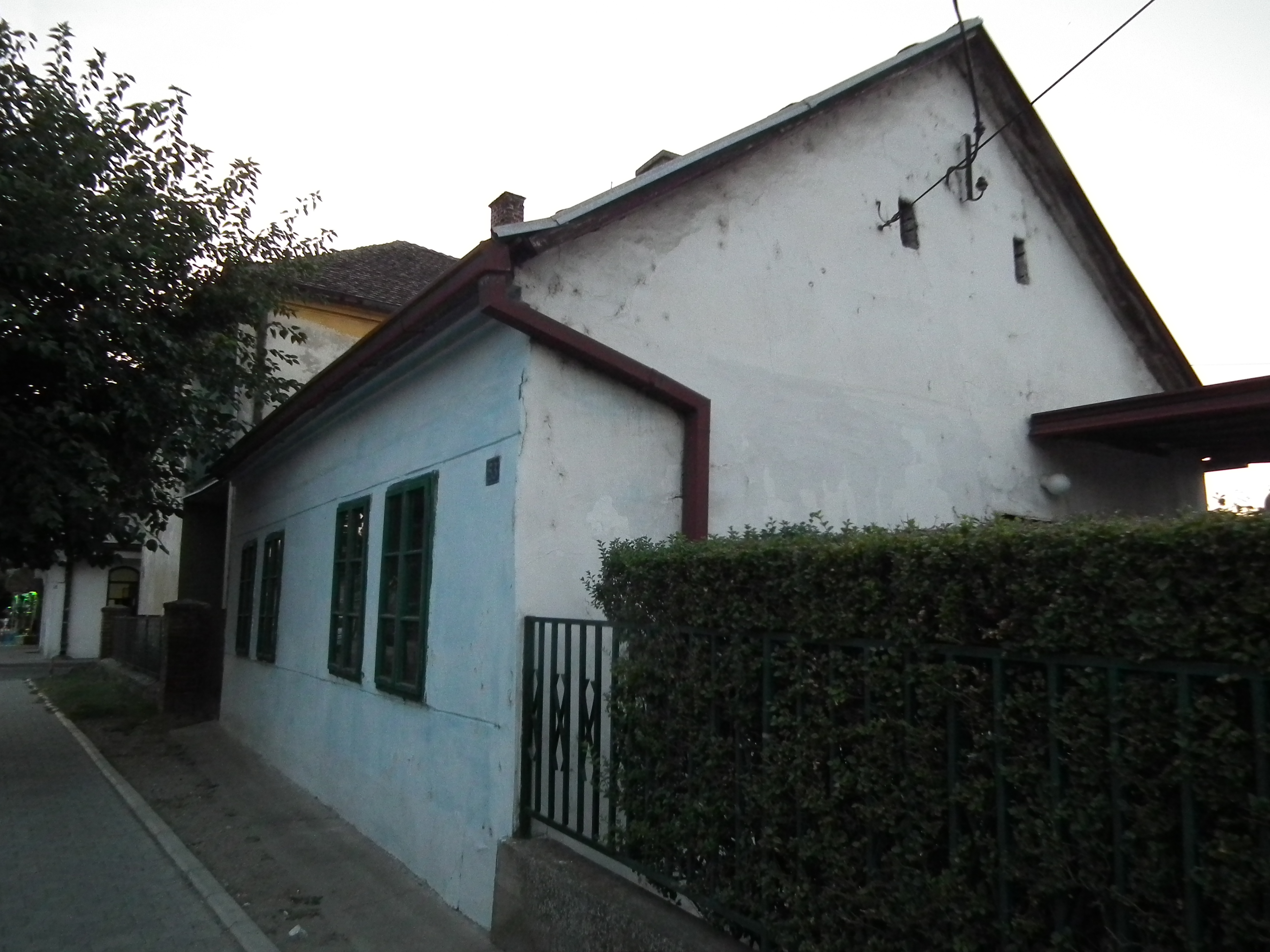
La maison Mitrović

De nombreuses maisons font l'objet d'un classement particulier. Plusieurs constructions classées possèdent une structure en bois remplie de torchis ou d'osier et de boue. Pour la première moitié du XIXe siècle, on peut citer les maisons Cincar, et Rančić,, qui figurent toutes les deux sur la liste des monuments culturels de grande importance de la République. Huit autres maisons de la même période sont classées : la maison Karapešić, la maison Panić, la maison Teomirović et la maison Vlajković. La maison Topalović a été construite au milieu des années 1800, tout comme la maison Marković ; la maison Mitrović remonte aux années 1830.
Trois autres maisons classées datent du milieu ou de la seconde moitié du XIXe siècle : la maison Božić, la maison Popović et la maison Smiljanić.

## Culture
Pendant l'été, la plupart des villages organisent des manifestations, comme le Zlatni kotlić à Grocka ou les Dani trešnje (« jours de la cerise ») à Ritopek.

## Éducation et recherche
Vinča abrite l'institut des sciences nucléaires, qui possède deux réacteurs de recherche, dont 1 de 6,5 mégawatts. Le Centre d'éducation permanente de Vinča (en serbe : Centar za permanentno obrazovanje) dépend de l'Institut des sciences nucléaires, tout comme l'école d'informatique.
Un observatoire géomagnétique a été construit à Brestovik.

## Économie
Aussi bien sur le plan démographique que sur le plan économique, la municipalité de Grocka est divisée en deux parties. L'ouest de la municipalité, qui forme un ensemble continu avec la zone urbaine de Belgrade, connaît un important accroissement démographique et économique, avec des centaines de petites entreprises situées à Kaluđerica, Boleč, Leštane, Vinča et Ritopek. En revanche les parties situées à l'est sont essentiellement agricoles et, à l'exception de la ville de Grocka proprement dite, elles voient leur population décliner.
En raison d’un climat favorable, la ville de Grocka est le centre d’une des plus importantes régions fruitières de Serbie (pêches, abricots, prunes, cerises et raisin). La région est également productrice de blé. La ferme expérimentale de Radmilovac est située près de Vinča ; elle fait partie de la Faculté d'Agriculture de l'université de Belgrade.
La production de fruits a donné naissance à une importante industrie agroalimentaire, principalement développée à Grocka, Vinča et Boleč ; dans ce dernier village se trouve une filiale de la société agroalimentaire PKB et appelée PKB Voćarske plantaže, qui possède des plantations de fruits s'étendant sur 1 180 ha et procède à leur conservation (réfrigération, congélation) et à leur transformation (compotes, confitures, marmelades etc.). Plusieurs moulins sont également situés à Grocka et Vinča.
En outre, la région a développé une industrie textile, notamment avec la société Dunav Grocka, qui fabrique toutes sortes de fils.

## Tourisme

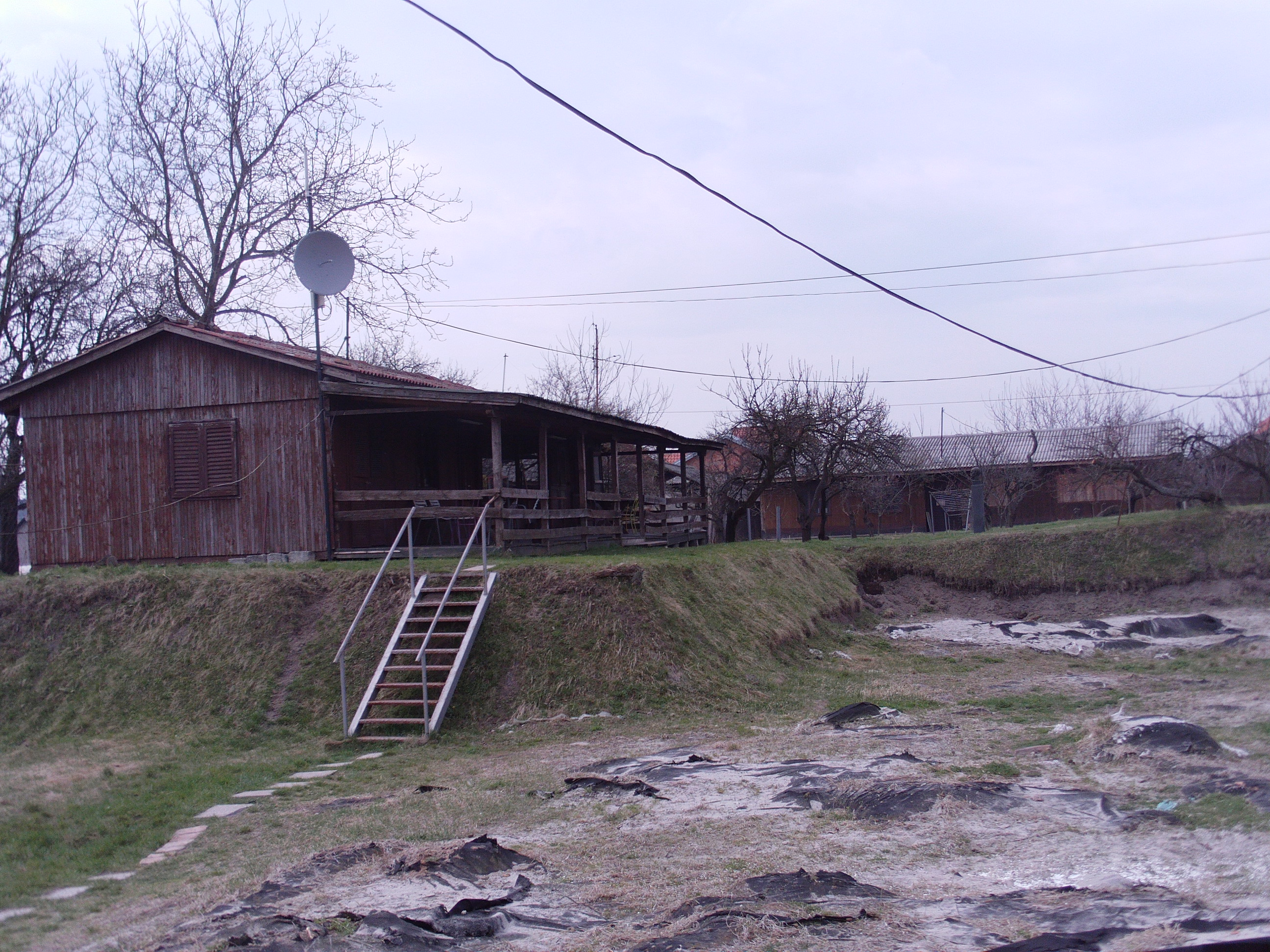
Le site de Vinča-Belo brdo, protégé par du sable

Les Belgradois viennent souvent passer leur fin de semaine sur les rives du Danube. Un projet de marina a été conçu pour Grocka, avec notamment la construction d'un parc aquatique.
La municipalité de Grocka, notamment la ville intra muros, avec son ancienne čaršija classée, possède de nombreux monuments culturels classés. En dehors de la ville, on peut visiter le monastère de Rajinovac situé sur le territoire du village de Begaljica ; ce monastère remonte au XVIe siècle,. Les sites archéologiques de la région, notamment celui de Vinča-Belo brdo, l'un des berceaux de la culture de Vinča, constituent une des richesses de la municipalité.

## Transports
Plusieurs voies de communication traversent la municipalité, comme le Smederevski put (« route de Smederevo ») ou encore la voie ferrée et l'autoroute Belgrade-Niš (route européenne E75). Plusieurs docks sont situés dans les localités qui se trouvent au bord du Danube (Vinča, Grocka).

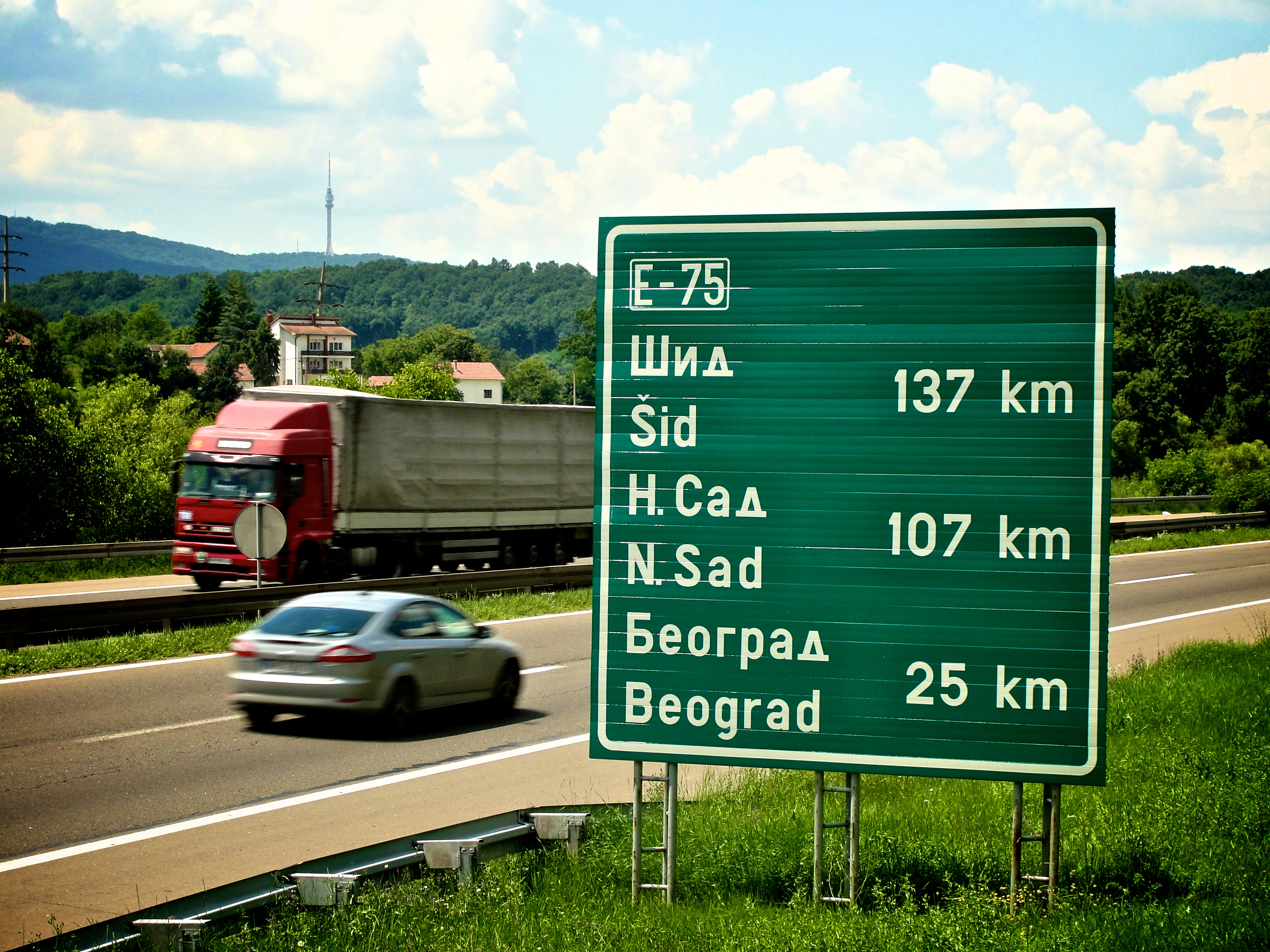
La route européenne E75 à Vrčin

## Personnalités
Vasa Čarapić (1777-1806), surnommé le « dragon d'Avala », fut voïvode de Grocka et l'une des personnalités marquantes du Premier soulèvement serbe contre les Ottomans. Ilija Čarapić fut voïvode de Grocka à l'âge de 18 ans et fut le premier maire de Belgrade en 1839 et 1840. Ilija Garašanin (1812-1874), qui fut un des hommes politiques les plus importants de Serbie au XIXe siècle a passé la fin de sa vie dans son domaine de Grocka. Le général Milan Nedić (1878-1946), est né à Grocka ; au cours de la Seconde Guerre mondiale, il a présidé le gouvernement de salut national sous contrôle nazi. Vesna Pešić est née en 1940 à Grocka ; femme politique serbe, elle a été l'un des chefs de l'opposition démocratique en Serbie à l'époque de Slobodan Milošević.

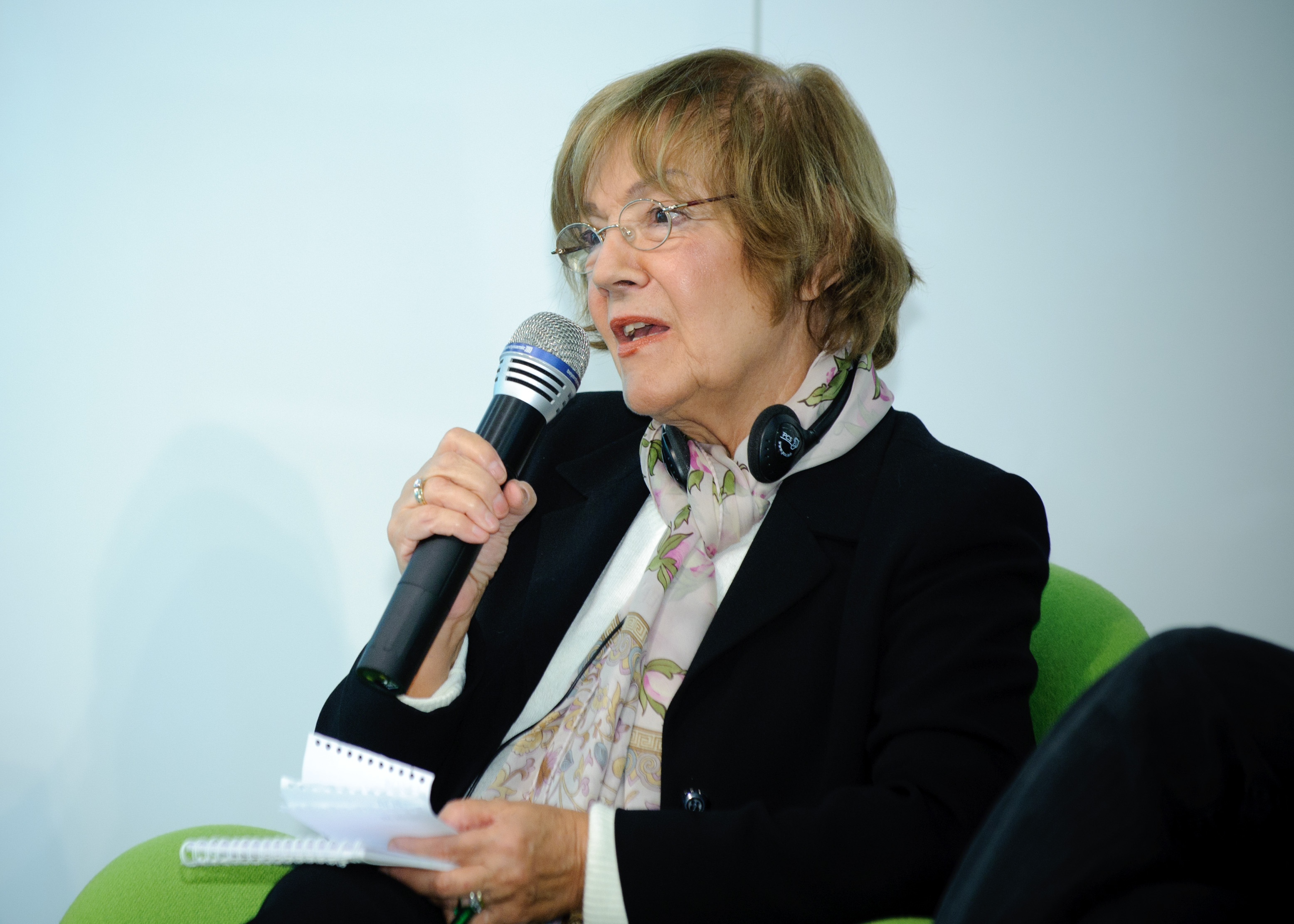
Vesna Pešić en 2010

Stanislava Pešić (1941-1997), née à Grocka, était une actrice serbe. Bojan Mamić (né en 1981), un footballeur serbe, a vécu à Grocka ; le joueur de basket-ball Ivan Paunić (né en 1987), a également vécu dans la ville.

## Coopération internationale
Grocka entretient des liens de coopération internationale avec les villes suivantes :
- Agía Paraskeví (Grèce)
- Réthymnon (Grèce)